# Sacha de Boer
Sacha de Boer (nascida a 9 de abril de 1967) é uma fotógrafa, apresentadora e ex-jornalista holandesa. De 1996 a 2013 foi apresentadora de notícias do noticiário público holandês NOS Journaal, trabalhando como apresentadora do noticiário das oito horas a partir de 2003.